# Super Sanremo 98
Super Sanremo 98 è una compilation pubblicata dall'etichetta discografica Warner nel febbraio 1998.
Si tratta di uno dei due album contenenti brani partecipanti al Festival di Sanremo 1998.
La raccolta è composta da due CD, il primo dei quali contiene 13 dei 14 brani presentati nella manifestazione da artisti "Campioni", mentre il secondo comprende 12 delle 14 canzoni interpretate dai "Giovani".

## Tracce

### CD1
1. Un porto nel vento - Ron
2. Pathos - Silvia Salemi
3. Luce - Mango e Zenima
4. Solo come me - Paola Turci
5. Sei tu o lei (Quello che voglio) - Alex Baroni
6. E che mai sarà - Spagna
7. Per te - Paola & Chiara
8. Lasciarsi un giorno a Roma - Niccolò Fabi
9. Canto per te - Andrea Mingardi
10. Flamingo - Sergio Caputo
11. Quando un musicista ride - Enzo Jannacci
12. Sotto il velo del cielo - Nuova Compagnia di Canto Popolare
13. Dormi e sogna - Piccola Orchestra Avion Travel

### CD2
1. Senza te o con te - Annalisa Minetti
2. Il soffio - Luciferme
3. Quante volte sei - Serena C
4. Dimmi dov'è la strada per il paradiso - Alessandro Pitoni
5. Siamo noi - Federico Stragà
6. Un graffio in più - Liliana Tamberi
7. Sempre - Lisa
8. I ragazzi innamorati - Nitti & Agnello
9. Ascoltami - Paola Folli
10. Come il sole - Percentonetto
11. Senza confini - Eramo & Passavanti
12. Un po' di te - Luca Sepe